# Associazione Sportiva Roma
A Associazione Sportiva Roma S.p.A., abreviada como A.S. Roma ou simplesmente Roma, é um clube esportivo italiano com sede na cidade de Roma, Itália.
Fundada em 7 de junho de 1927 por Italo Foschi, líder fascista italiano, com a fusão dos clubes Alba, Fortitudo e Roman. Atualmente, disputa a primeira divisão do Campeonato Italiano.
Em 96 anos de história, participou praticamente de todos os campeonatos da elite italiana (à exceção de 1951-52), vencendo três edições do Campeonato Italiano, nove edições da Copa da Itália e duas edições da Supercopa da Itália. Na Europa, venceu a Liga Conferência da UEFA em 2021-22, a Taça das Cidades com Feiras em 1960-61 e o Torneio Anglo-Italiano em 1972, além de ter vice-campeonatos, da Liga dos Campeões da UEFA em 1984, da Copa UEFA em 1991, e da Liga Europa da UEFA em 2022-23. A Roma já esteve na primeira posição do ranking mundial de clubes da IFFHS em 1991.
A Roma é um dos membros da Associação dos Clubes Europeus - ECA, que substituiu o G-14, e é composta pelos principais clubes de futebol reunidos em consórcio a fim de obter uma tutela comum dos direitos esportivos, legais e televisivos, frente à FIFA, sendo uma das três equipes italianas (junto com seus rivais Lazio e Juventus) a ser cotada na bolsa de valores.
Faz com a Lazio o Derby della Capitale, sendo considerada como a segunda maior rivalidade do futebol italiano, perdendo apenas para Milan e Internazionale, sendo Roma e Lazio clubes que disputam diretamente a quarta colocação entre os clubes italianos com mais títulos oficiais conquistados.

## História

### As origens

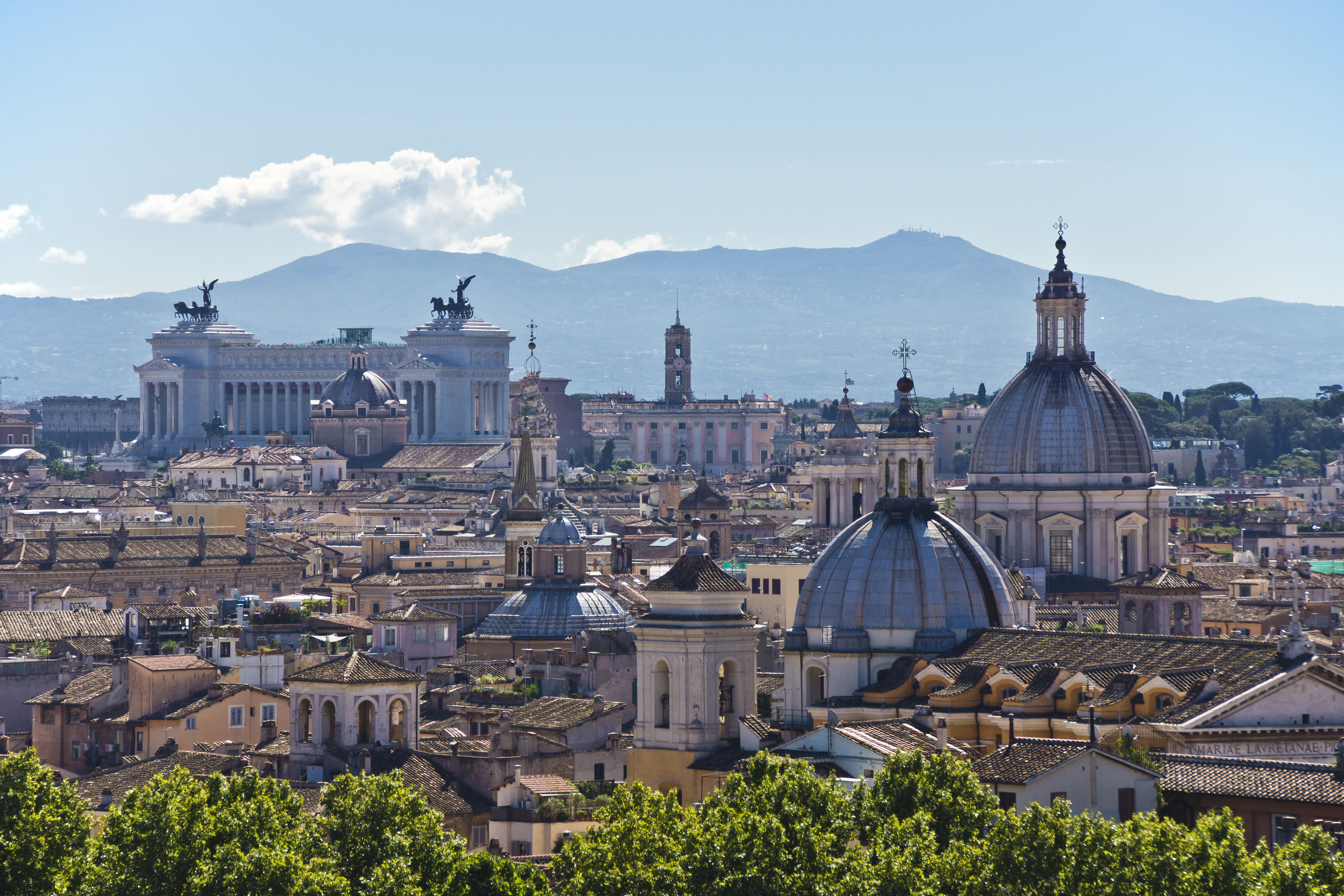
Roma, cidade que inspirou o nome do clube na sua fundação em 1927.

No início do século XX, quando o futebol estava conquistando adeptos em toda a península italiana, e em Roma a situação era parecida com a que se vivia em Londres.
Como na capital britânica, a prática do esporte era comum em um grande número de pequenos clubes, cada um com suas particularidades; geralmente eram equipes de quarteirões, distritos ou ainda representados por classes sociais bem definidas.
Nos anos de 1920,na primeira divisão regional da cidade de Roma jogavam oito sociedades: U.S. Romana, Fortitudo, Alba, Juventus, Roman, Audace, Pro Roma e a Lazio.

### O nascimento da Roma
A equipe capitolina se constituiu graças à fusão de três das equipes de futebol da cidade: a Alba Audace, o Roman e a Fortitudo Pro Roma.
Tal decisão foi tomada tendo em vista o desejo de Italo Foschi, na época secretário da Federação Romana no Partido Nacional Fascista, membro do CONI e presidente da Fortitudo Pro Roma.

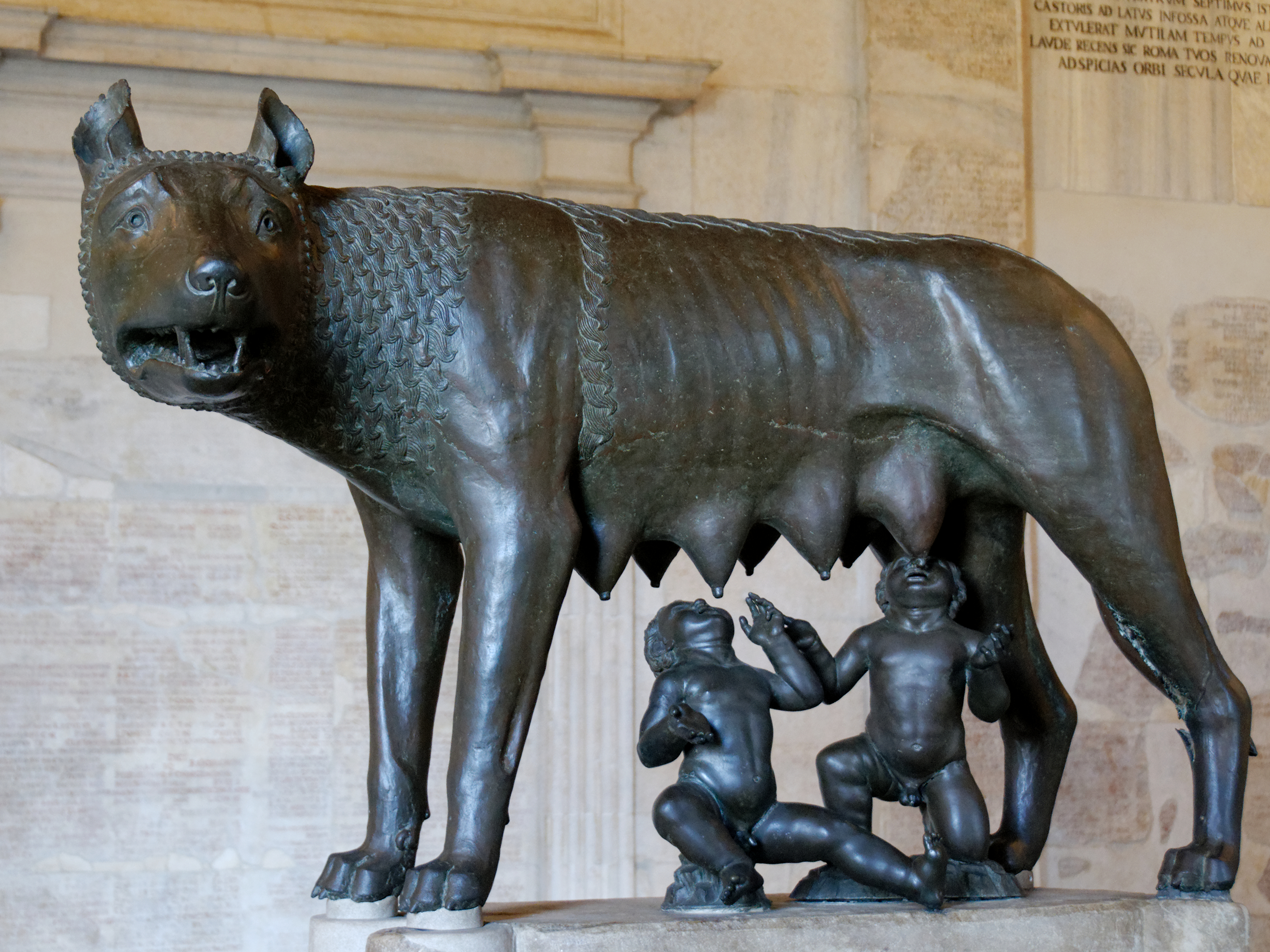
A Lupa Capitolina, símbolo da cidade e da equipe.

O clube foi fundado em 7 de junho de 1927, conforme noticiado nos principais jornais do dia seguinte (Il Messaggero, Il Tevere, La Tribuna). Já em 22 de julho, na sede da Via degli Uffici del Vicario, foi elaborada a Ordem do Dia n.º 1, a fim de elaborar o organograma da empresa..
Foschi deu corpo à ideia de haver uma equipe esportiva que portasse o nome da cidade de Roma e que pudesse ambicionar maiores resultados.
O mesmo aconteceu em Florença, Nápoles e Bari, outras cidades do centro-sul que deram vida, através de suas fusões, a sociedades de grandes dimensões para sustentar o futebol profissional nestas regiões, que já era praticado no norte italiano, o que lhes garantia a dominação do futebol.
A Società Sportiva Lazio ficou de fora da fusão devido à falta de acordo económico durante as negociações.

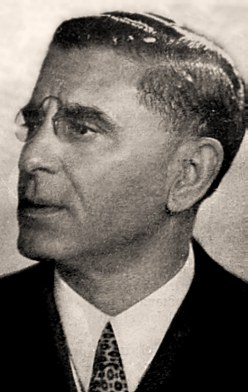
Italo Foschi (1884-1949), o fundador do clube.

O primeiro presidente da nova sociedade foi o mesmo Foschi, cargo que abandonou após somente um ano, após ser nomeado membro do diretório federal de La Spezia, dando a ocupação para Renato Sacerdoti, industrial do setor alimentício.
A sede da A.S. Roma foi fixada no rione de Campo de Marte, nos velhos escritórios do Roman. Nos primeiros dois anos de existência, a Roma jogava provisoriamente em Motovelodromo Appio, enquanto aguardava o término da construção do novo estádio para onde se transferiu e jogou até os fins da década de trinta: o Campo Testácio.
A Roma conquistou seu primeiro troféu já na temporada 1927-28, aquela de sua fundação, vencendo sobre o Modena a Copa CONI, atualmente denominada Copa Itália.

### Os anos trinta

#### A Romatestaccina
A partir de 1930, a Roma pode finalmente transferir-se para seu novo estádio, o Campo Testácio. A este período está ligada uma das mais belas páginas da história romanista: o campo cheio e o público caloroso nas tribunas de madeira pintadas de vermelho e amarelo constituíram um elemento fundamental para motivar os jogadores a sempre darem o melhor de si em todas as partidas.
Graças a isso, a equipe daqueles anos mostrava um jogo forte e destemido em frente a qualquer adversário. Alguns dos protagonistas de tal período foram, além o capitão Attilio Ferraris, o goleiro Guido Masetti, o médio Fulvio Bernadini e o centroavante croata Rodolfo Volk, que marcou 103 gols com a camisa rubro-amarela.

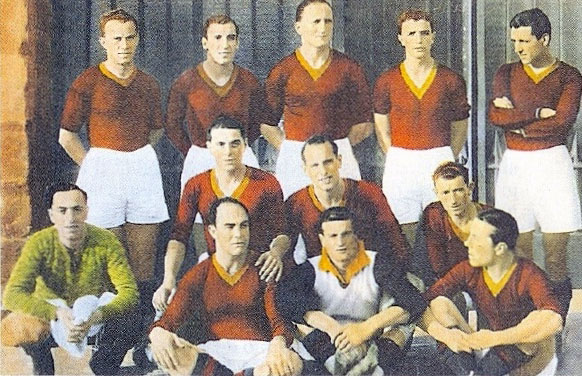
AS Roma 1931-32.

No verão de 1933, após a Roma ter vendido, com a oposição dos torcedores, o artilheiro Rodolfo Volk, dá três golpes de mercado ao adquirir os denominados "Três Mosqueteiros" argentinos: o "Pirata Negro" Enrique Lucas Gonzales Guaita, o médio-ala Alessandro Scopelli e o centro-médio Andrea Stagnaro. Os três campeões permaneceram na Roma somente por duas temporadas, levando a equipe a um quinto e a um quarto lugar.
Depois de se naturalizarem italianos para desfrutar de algumas vantagens, entre as quais poderem ser convocados para a Seleção Italiana, fugiram da concentração em uma noite de 1935, para evitarem uma convocação do exército. A Itália naquele período estava próxima de entrar em guerra contra a Etiópia.
Durante a temporada 1934-35, em vista de uma operação para a renovação da equipe, o presidente Renato Sacerdoti decide-se pela venda do capitão Ferraris que, pouco propenso a distanciar-se de Roma, negociou clamorosamente com a Lazio, de onde logo se torna capitão. A notícia revoltou os torcedores, que o tacharam de traidor.

### Os anos quarenta

#### O primeiroscudetto
Após uma década de boas campanhas, na temporada 1941-42 a equipe alcança o seu primeiro triunfo importante, mas inesperado: o scudetto, conquistado em 14 de junho de 1942 após a vitória sobre o Modena por 2 a 0 no Stadio Nazionale, atual Estádio Flamínio.
Os anos trinta encerraram-se com a hegemonia do Bologna e da Inter Ambrosiana, que tinham dividido os dois últimos títulos, sendo assim os dois grandes favoritos.
O presidente Edgardo Bazzini não acreditava que a Roma poderia ser campeã italiana, já que a equipe rubro-amarela havia terminado na décima primeira colocação na temporada anterior.
O personagem da conquista, com dezoito gols marcados, era um jovem atacante: Amedeo Amadei, carinhosamente apelidado pelos torcedores romanistas de fornaretto.
Pela primeira vez na história, o título italiano havia sido vencido por uma equipe do centro da Itália, ao sul da Pianura Padana.

#### O declínio pós-scudetto
No ano seguinte à conquista do scudetto o presidente Edgardo Bazzini não sentiu-se seguro para fazer grandes alterações no elenco campeão, cometendo assim um grave erro que lentamente levou os mecanismos da equipe a uma súbita queda. A sua principal falha foi não considerar a alta média de idade do elenco romanista, sobretudo para os parâmetros da época, nos quais a carreira de um atleta terminava muito antes que nos tempos atuais.
Se de um lado era esta a causa principal do declínio imediato da vitoriosa equipe, é necessário considerar que, por outro lado, começava a afirmar-se no cenário italiano a equipe que dominaria o campeonato nos anos quarenta: o Torino.
A Segunda Guerra Mundial pôs fim ao campeonato nacional, que permaneceu suspenso por três anos, nos quais foi apenas jogado de maneira amadora em campeonatos regionais e locais. O torneio nacional ressurgiu somente em 1945, novamente dividido em dois grupo: um para o norte e outro para o centro-sul.
A equipe da capital, porém, não teve sucesso quando competiu com as outras equipes do norte da Itália, mas sobretudo era impossível para uma equipe sem dinheiro e moral como a Roma daqueles anos confrontar-se com o Torino, que se mostrava imbatível.

### Os anos cinquenta

#### O rebaixamento e o retorno imediato
Na temporada 1950-51, o banco rubro-amarelo sofreu diversas trocas de técnico. A equipe perdeu onze partidas por 1-0, e sempre que sofria um gol demonstrava sua impotência fronte ao adversário, e sempre sucumbia. O rebaixamento foi inevitável, e naquele ano se deu a primeira e única queda de divisão para a Serie B da história romanista.
Em 1952, a Roma foi protagonista na disputa pelo título da Serie B ao lado do Brescia. Mesmo a boa campanha dos rivais da Lombardia não impediu a promoção da Roma, que manteve-se na liderança durante toda a temporada e encerrou o torneio com um ponto de vantagem sobre os rondinelli. Em 22 de junho de 1952, após dez anos exatos da conquista do scudetto, os romanistas festejaram o retorno para a Serie A.
Nos anos seguintes à promoção chegaram em Roma grandes novidades, e a equipe foi se fortalecendo com algumas novas aquisições. O cargo de técnico foi confiado ao inglês Mario Varglien, que teve sucesso nas primeiras rodadas ao criar um esquema de jogo que garantiu à equipe uma ótima estreia, porém frustrada no decorrer do campeonato por uma série de derrotas que conduziram a Roma ao sexto lugar na classificação.
Em 17 de maio de 1953, a Roma transferiu-se do Stadio Nazionale para o novo Estádio Olímpico. E no verão do mesmo ano concluiu, de forma inesperada, um grande golpe de mercado, contratando do Peñarol o uruguaio Alcides Ghiggia, ala de grande classe e autor do gol da vitória de sua seleção contra o Brasil na final da Copa do Mundo de 1950.
Nas temporadas seguintes a Roma alterou boas temporadas, como o terceiro lugar em 1955, com temporadas desastrosas, como em 1957, quando mais uma vez chegou perto do rebaixamento.
Os principais jogadores da segunda metade dos anos 1950 foram o uruguaio Ghiggia e o brasileiro Dino da Costa, atacante que foi artilheiro da temporada 1956-57, com 22 gols. Da Costa tornou-se ídolo da torcida romanista graças às suas ótimas atuações nos derbys, onde marcava frequentemente.
Outro pilar da equipe e da história rubro-amarela foi Giacomo Losi, capitão e defensor do time. Losi é, ainda, o jogador com mais partidas com a camisa da Roma. Sua afeição ao time e seu caráter extraordinário lhe valeram o apelido de Coração de Roma.

### Os anos sessenta

#### A Taça das Cidades com Feiras
Na temporada 1960-61, o sucesso da Roma atingiu dimensão continental, graças à conquista da Taça das Cidades com Feiras, torneio não oficial do qual participavam as equipes sediadas em grandes cidades que organizavam feiras internacionais de comércio. Em 1971-72, esta competição foi transformada para a atual Taça UEFA, da qual se participa pela classificação nos campeonatos e copas locais, entretanto a UEFA não reconhece os troféus da Taça das Cidades com Feiras como títulos oficiais.
Durante os anos sessenta, a Roma dispunha de uma formação com um grande número de campeões. Entre eles estavam Pedro Manfredini, atacante argentino, um falcão da grande área e um dos artilheiros mais prolíficos da história romanista. Foi artilheiro da Serie A em 1963, ao lado de Harald Nielsen, do Bologna.
Um outro jogador, compatriota do forte centroavante, foi o médio-ala Francisco Lojacono, jogador ambidestro dotado de um bom remate de fora da área e cobrador infalível de pênaltis. E, finalmente, o afiado artilheiro Antonio Valentin Angelillo. Outros protagonistas da época foram o sueco Arne Selmosson e o uruguaio Juan Alberto Schiaffino.
A Roma, nos anos 1960, nunca superou o 5.º lugar no campeonato, e uma das causas seria o estilo de vida lascivo de seus jogadores.
Apesar da temporada decepcionante, encerrada com um décimo segundo lugar na classificação, a equipe rubro-amarela conquistou sua primeira Coppa Italia em 1963-64, após bater o Torino na final.

### As crises financeiras
Em 1964, a Roma encontrava-se à beira da falência. O déficit não permitia à sociedade o pagamento dos salários, o que gerou uma instabilidade entre os jogadores. No dia do Ano-Novo de 1965, no Teatro Sistina, o então técnico romanista, Juan Carlos Lorenzo, organizou uma coleta para receber fundos para a disputa da Coppa Italia, que seria realizada alguns dias mais tarde.
Após a venda de alguns dos campeões, o presidente Franco Evangelisti completou seu plano de saneamento do caixa da sociedade, transformando a Roma em uma sociedade por ações. Para o fim dos anos sessenta, a equipe foi confiada à Helenio Herrera, técnico vencedor que havia conduzido a Internazionale ao topo do mundo por duas vezes.
Apesar da chegada do novo técnico, os resultados em campo não mudaram. Em sua primeira temporada, a Roma chegou em um cinzento oitavo lugar, porém venceu sua segunda Coppa Italia, em junho de 1969.
| - 1927 - William Garbutt - 1929 - Tito Albañez - 1930 - Francis Burgess - 1932 - Jonas Baar - 1933 - Lajos Kovacs - 1934 - Luigi Barbesino - 1938 - Guido Ara - 1939 - Alfred Schäffer - 1942 - Geza Kertesz - 1943 - Guido Masetti - 1945 - Giovanni Degni - 1947 - Imre Senkey - 1948 - Luigi Brunella - 1949 - Fulvio Bernardini - 1950 - Adolfo Baloncieri - 1950 - Pietro Serantoni - 1950 - Guido Masetti - 1951 - Giuseppe Viani - 1953 - Mario Varglien - 1954 - Jesse Carver - 1956 - György Sarosi - 1956 - Guido Masetti - 1957 - Abel Stock - 1958 - Gunnar Nordahl - 1959 - György Sarosi - 1960 - Alfredo Foni - 1961 - Luis Carniglia - 1963 - Alfredo Foni - 1963 - Naim Krieziu - 1963 - Luis Mirò - 1965 - Juan Carlos Lorenzo - 1966 - Oronzo Pugliese - 1968 - Helenio Herrera - 1970 - Luciano Tessari - 1971 - Helenio Herrera - 1972 - Tonino Trebiciani - 1973 - Manlio Scopigno - 1974 - Nils Liedholm - 1978 - Gustavo Giagnoni - 1979 - Ferruccio Valcareggi - 1980 - Nils Liedholm - 1984 - Sven-Göran Eriksson - 1986 - Angelo Benedicto Sormani - 1988 - Nils Liedholm - 1988 - Luciano Spinosi - 1989 - Gigi Radice - 1990 - Ottavio Bianchi - 1992 - Vujadin Boskov - 1993 - Carlo Mazzone - 1996 - Carlos Bianchi - 1996 - Nils Liedholm - 1996 - Ezio Sella - 1997 - Zdeněk Zeman - 1999 - Fabio Capello - 2004 - Cesare Prandelli - 2004 - Rudi Völler - 2004 - Luigi Del Neri - 2005 - Bruno Conti (interino) - 2005 - Luciano Spalletti - 2009 - Claudio Ranieri - 2011 - Vincenzo Montella (interino) - 2011 - Luis Enrique - 2012 - Zdeněk Zeman - 2013 - Aurelio Andreazzoli (interino) - 2013 - Rudi Garcia - 2016 - Luciano Spalletti - 2017 - Eusebio Di Francesco - 2019 - Claudio Ranieri - 2019 - Paulo Fonseca - 2021 - José Mourinho - 2024 - Daniele De Rossi - 2024 - Ivan Jurić |

### Os anos setenta

#### Os anos daRometta
Os anos 1970 foram uma das décadas menos gloriosas para a história romanista, mas cheia de emoções para a torcida. Inicia-se com  o adeus da mítica bandeira Giacomo Losi e com a clamorosa venda, no último ano da presidência de Alvaro Marchini, de três "jóias" (Luciano Spinosi, Capello e Fausto Landini) para a Juventus.
A partir daí, entrou-se na considerada Rometta de Gaetano Anzalone: uma equipe feita de refugos alheios, jovens promessas e, sobretudo, velhas glórias. Também nessa década passaram pelo clube grandes campeões, mas com curta "vida útil", como Pierino Prati, Luis Del Sol, Amarildo, além do retorno de Giancarlo "Pichio" De Sisti.
A Roma, nesta década, oscilou sempre no meio da classificação, exceto com a terceira colocação de 1975. Durante a mesma temporada 1974-75 o cantor Antonello Venditti compôs o hino Roma, Roma, Roma.
Protagonistas desta época foram, além do jovem presidente, Helenio Herrera, o Mago, contratado já por Alvaro Marchini, e que jamais conseguiu bons resultados, apesar do vasto currículo.
Na segunda metade dos anos 1970 o banco giallorosso foi guiado por Nils Liedholm, o "Barão Sueco", que realizaria o sonho do scudetto somente nos anos 1980, com a chegada de Dino Viola. O maior mérito de Liedholm seria a valorização de jovens como Rocca e Di Bartolomei.
O pior momento destes anos ocorreu na temporada 1978-79, quando a Roma só teve certeza de sua permanência na Serie A na penúltima rodada, após um empate em casa por 2 a 2 com a Atalanta.
Na temporada seguinte, a Roma é recriada por Dino Viola, que transformou completamente o elenco, colhendo os frutos técnicos e estruturais semeados por Anzalone. Irônico, tenaz, e pouco propenso a tolerar o poder extra das tradicionais potências do futebol italiano, pavimentou o caminho do segundo scudetto e dirigiu como protagonista os duelos com Boniperti, da eterna rival Juventus.

### Tempos de glórias
Já em 1980-81, tem início o infindável duelo contra a Juventus de Turim pelo campeonato. Os alvinegros acabaram vencendo, mas mesmo depois de tantos anos, ainda pesa sobre esta vitória um gol de Maurizio Turone injustamente anulado no encontro direto das duas equipes no Delle Alpi.
Mas a Roma respondeu conquistando a Copa Itália de 1981, e vencendo a concorrência para acertar a sua melhor aquisição da história: Paulo Roberto Falcão comprado junto ao Sport Club Internacional, clube em que até hoje é considerado um dos maiores jogadores da história.
Em 1982-83, então, chegou o tão esperado triunfo. Um gol de Pruzzo garantiu um empate com o Genoa, e a Roma garantiu matematicamente o seu segundo scudetto. O conjunto formado pelo técnico Liedholm era uma máquina perfeita.
A defesa "impenetrável" tinha a presença de nomes como Franco Tancredi, Vierchowod, Nela e Aldo Maldera, o meio-de-campo contava com formidáveis como Di Bartolomei, Falcão, Ancelotti e Prohaska, e o ataque explosivo era puxado pelo bomber Pruzzo e por Bruno Conti, insistente pelos flancos.
A Roma estava em estado de delírio em mais uma extraordinária conquista e o cantor Antonello Venditti, estimulado por esta incrível atmosfera, compôs Grazie Roma, canção que se tornaria um outro hino romanista por excelência.
Um ano depois, a equipe chegou à final da Copa dos Campeões no também seu Estádio Olímpico. Naquela noite, porém, o Liverpool venceu nos pênaltis, após uma partida surreal. A derrota no Olímpico na Copa dos Campeões assinalou o lento declínio da Era Viola.
Os anos seguintes foram marcados por vãs tentativas de resgatar o antigo esplendor. Viola, depois de uma tentativa com Sven-Göran Eriksson, que conquistou outra Copa Itália mas tropeçou em uma tentativa frustrada de scudetto, tenta trazer novamente Liedholm, porém desta vez o encanto havia acabado.
Neste tumultuado período, os talentos romanistas responsáveis por dar alegria à Curva Sud foram Il Principe Giannini e o alemão Völler, que foram figuras importantes da conquista das Copas Italianas de 1986 e 1991.

### Era Sensi
Depois da morte do presidente Dino Viola, assume então Giuseppe Ciarrapico, que fica até 1993, porém com péssimos resultados. Esse se torna um período de entre-reis, na década de 1990 que no entanto abre as portas a uma nova fase, desta vez histórica: a presidência de Franco Sensi.
Os resultados no início foram minguados, e anos de transações se sobrepuseram até que fosse descoberto um dos maiores jogadores da história rubro-amarela, o romano e romanista Francesco Totti, apelidado de Bambino D'Oro pelo cronista Carlo Zampa.

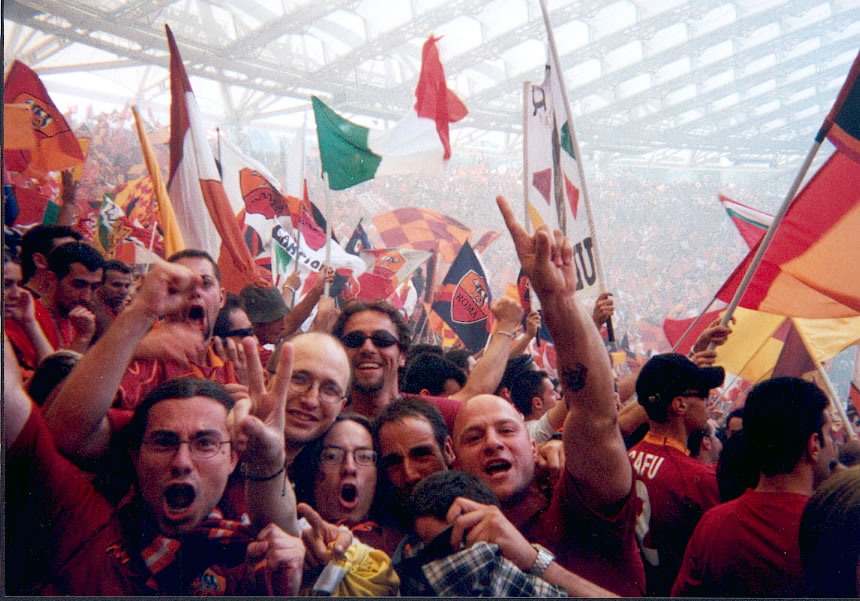
Torcedores romanistas no estádio Olímpico em 17 de junho de 2001, quando o clube conquistou seu terceiro título italiano.

Após os fracos resultados da década, Fabio Capello chega em 1999 com uma missão que seria cumprida em apenas duas temporadas. O terceiro scudetto da história romanista veio na temporada 2000-01, quando a equipe dominou toda a temporada.
Entre os protagonistas do triunfo, estavam os próprios autores dos três gols do jogo decisivo contra o Parma na última rodada, dia 17 de junho de 2001: o capitão Totti, e os bombers Batistuta e Montella. O ano vitorioso terminou ainda com a inédita conquista da Supercopa em cima da Fiorentina.
Em 2001-02 o bicampeonato italiano consecutivo escapou por pouco, ficando a Roma a um ponto da campeã Juventus; na Coppa Italia caiu nas quartas-de-final e na Champions League na segunda fase de grupos.
A temporada 2002-03 ficou marcada pelo fraco oitavo lugar na Serie A, mas também pela derrota na Copa da Itália para o Milan e eliminação novamente na segunda fase de grupos da Liga dos Campeões. Já 2003-04 reservou outro grande desempenho no campeonato, porém o título ficou com os rossoneri, que também despacharam os giallorossi nas quartas da copa nacional; na UEFA Cup, surpreendente eliminação para o Villarreal.
A temporada 2004-05 foi outra stagione romanista nefasta: oitava posição na Serie A, vice-campeonato de Coppa Italia e queda na primeira fase da Champions League.

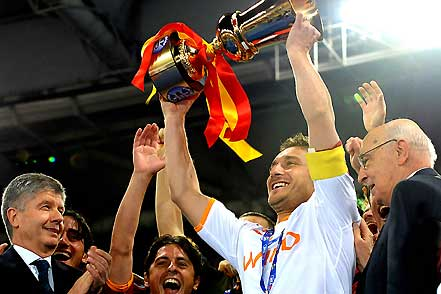
Francesco Totti ergue a taça da Copa da Itália 2007-08: a nona na história da equipe.

Entre 2004, ano da saída de Fabio Capello, e 2005, 5 técnicos passaram pelo clube: Cesare Prandelli, Rudi Völler, Ezio Sella, Luigi Delneri e Bruno Conti.
Mas Luciano Spalletti, a partir da temporada 2005-06, viria para acabar com essa dança de técnicos. O até então treinador de pouco prestígio conquistou três títulos à frente do banco romanista: duas Coppa Italia (2006-07 e 2007-08) e uma Supercoppa italiana (2007), além de campanhas notáveis na Serie A.
Muito embora alguns pontos negativos também tenham existido, como a eliminação vexatória para o Manchester United por 7 a 1 nas oitavas da Champions League em 2007, Spalletti é lembrado pelo futebol vistoso proporcionado pelo seu ousado 4-2-3-1.
Em 2009, após mau início de campeonato, Luciano pede demissão do comando. Claudio Ranieri assume e quase leva o clube ao scudetto e ao título da Copa da Itália, contrastando com uma queda surpresa para o Panathinaikos nas dezesseis-avos-de-final da Europa League.
A temporada 2010-11 começa com o revés na Supercopa da Itália ante a Internazionale e, após performance sofrível no campeonato italiano e eliminação impactante para o Shakhtar Donetsk na Champions League, Ranieri joga a toalha. Quem assume é o marinheiro de primeira viagem Vincenzo Montella, que finda com o sexto lugar no nacional - ainda que tenha sido eliminado na semifinal da Coppa Italia pela Internazionale -, e classifica o clube para a Liga Europa seguinte.
A era Sensi se encerraria ao fim da temporada 2010-11. Franco Sensi falecera em 2008, e desde então, sua filha, Rosella Sensi, estava à frente da sociedade. Para 2011-12, a Roma já constava como propriedade de empresários estadunidenses, que adquiriram o clube com a promessa de majorá-lo sempre mais.

### A Roma estadunidense
A Roma iniciou 2011-12 renovada. Os novos donos - de origem norte-americana, liderados por Thomas DiBenedetto -, repaginaram o clube do plantel ao marketing. Para treinador, Luis Enrique foi o escolhido. Contudo, tais mudanças não surtiram efeito de imediato. Na abertura da temporada, a Roma foi desclassificada pelo modesto Slovan Bratislava nos playoffs da UEFA Europa League. Na Serie A, não passou de uma tímida sétima colocação. Na Coppa Italia, a Juventus desqualificou o time com goleada nas quartas-de-final: 3 a 0.
Em 2012-13 James Pallotta foi nomeado o novo presidente, agora com ânimo definitivo. O clube voltou a fazer um mercado mais sortido do que à época dos Sensi. A marca do clube com tours pelos Estados Unidos e outras explorações midiáticas ficava sempre mais forte. Mais uma vez, todavia, os resultados no campo decepcionaram. O sexto lugar no campeonato italiano não aportou o clube às competições europeias. E o pior: derrota para a rival Lazio na decisão da Copa da Itália.
| “ | Sei como são fanáticos os torcedores romanistas, mas estou preparado: descobrirão o quão fanático eu sou. | ” |

A temporada de 2013-14 foi a primeira em alto nível da nova propriedade. Com a chegada do técnico francês Rudi Garcia e grandes contratações, a Roma voltou à UEFA Champions League depois de lograr a segunda colocação no Campeonato Italiano. Na Copa da Itália, a equipe caiu só na semifinal.
No ano seguinte, o clube recuperou o segundo lugar no campeonato graças às novas adições; Kostas Manolas (que substituiu Benatia) e Seydou Keita. Um resultado que não foi replicado em 2015-16, quando, apesar dos reforços no ataque (Edin Džeko e Mohamed Salah) e na defesa (Antonio Rüdiger), os giallorossi, após um bom começo inicial, passaram por uma série de atuações ruins, entre as quais se destaca o 6-1 na Liga dos Campeões contra o Barcelona: Garcia foi substituído por Luciano Spalletti, que levou o time a um terceiro lugar na liga.
Com a perda de Pjanić, compensada por novas contratações, em 2016-17 a equipe não conseguiu superar os play-offs da Liga dos Campeões ou mesmo obter resultados importantes nas copas, mesmo assim terminando em segundo lugar na Série A com 87 pontos, um recorde para a equipe Giallorossi. No final do jogo Roma e Genoa houve uma homenagem a Francesco Totti, em sua última partida como profissional. Na temporada seguinte, o ex-jogador dos Giallorossi Eusebio Di Francesco é contratado como treinador. Apesar da eliminação na segunda rodada da Copa da Itália, La Lupa consegue terminar em terceiro na liga e, depois de vencer o Barcelona por 3-0 no jogo de volta das quartas-de-final, o que lhes permitiu anular o 4-1 no Camp Nou, para chegar à semifinal da Liga dos Campeões. Em 2018-19 a equipe não convence nem na Série A nem nas taças: isso leva primeiro à saída de Di Francesco e ao retorno de Ranieri em março, após a conquista do sexto lugar final. O ano seguinte abre com a assinatura do treinador português Paulo Fonseca, que repete o desempenho da temporada passada, com trajetória incerta tanto na Série A, com a conquista da quinta colocação. Na Copa da Itália, onde os capitolinos param nas quartas, quanto na Liga Europa, onde caem na mesma fase. A temporada também é caracterizada pela suspensão das atividades futebolísticas a partir de março devido à pandemia COVID-19, com a consequente recuperação dos jogos a partir de 20 de junho. Em 17 de agosto de 2020, outro grupo empresarial americano, The Friedkin Group, adquire o clube. O primeiro presidente da nova propriedade é Dan Friedkin, CEO da Gulf States Toyota Distributors.

#### O primeiro título da UEFA
Em 25 de maio de 2022, a Roma conquista o primeiro título europeu organizado pela UEFA, a competição cujo nome é Conference League. Na final, venceu por 1x0 sobre o Feyenoord, gol marcado por Zaniolo, na Arena Kombëtare, Tirana.

## Títulos
| CONTINENTAIS | CONTINENTAIS                  | CONTINENTAIS | CONTINENTAIS                                                                     |
|              | Competição                    | Títulos      | Temporadas                                                                       |
| ------------ | ----------------------------- | ------------ | -------------------------------------------------------------------------------- |
|              | Liga Conferência da UEFA      | 1            | 2021–22                                                                          |
|              | Taça das Cidades com Feiras   | 1            | 1960–61                                                                          |
| NACIONAIS    |                               |              |                                                                                  |
|              | Competição                    | Títulos      | Temporadas                                                                       |
|              | Campeonato Italiano           | 3            | 1941–42, 1982–83 e 2000–01                                                       |
|              | Copa da Itália                | 9            | 1963–64, 1968–69, 1979–80, 1980–81, 1983–84, 1985–86, 1990–91, 2006–07 e 2007–08 |
|              | Supercopa da Itália           | 2            | 2001 e 2007                                                                      |
|              | Campeonato Italiano - Série B | 1            | 1951–52                                                                          |

## Categorias de base
Internacionais
- Copa FIFA Juniores por Club: 1
  - 2003
- Torneio de Viareggio: 3
  - 1981, 1983, 1991

Nacionais
- Campeonato Primavera|Campeonatos Nacionais - Primavera: 7
  - 1972/73, 1973/74, 1977/78, 1983/84, 1989/90, 2004/05, 2011/11
- Copa Italia Primavera|Copas Nacionais - Primavera: 3
  - 1973/74, 1974/75, 1993/94
- Campeonato Nacional Under 17: 4
  - 1927/28, 1982/83, 1992/93, 1998/99
- Copa Lazio Under 17: 3
  - 2003/04, 2005/06, 2007/08
- Campeonato Nacional Under 15: 4
  - 1986/87, 1995/96, 1998/99, 2006/07
- Copa Italia Nike - Under 15: 5
  - 1999, 2000, 2001, 2002, 2007 (Record)
- Copa Lazio Under 15: 3
  - 2003/04, 2006/07, 2007/08

## Associazione Sportiva Roma S.p.A.
A Associazione Sportiva Roma S.p.A. é uma sociedade limitada com um capital social de cerca de 19.800 euros.
Desde 2001, a sociedade está sendo cotada na lista da bolsa de Milão e está presente no mercado negociando as cercas de 133 milhões de ações ordinárias circulantes.[carece de fontes?]

## Eventos chave e outros fatos históricos
- Na temporada 1990—91, perde a final da Copa da UEFA contra a Internazionale. Depois do jogo em Milão ter sido vencido pelos donos da casa por 2 a 0, a Roma se impõe em casa, mas só marca no final o gol da vitória por 1 a 0, o que não foi o suficiente.
- Em 1984, depois de ter vencido o scudetto, a Roma joga a Copa dos Campeões, chegando à final, contra o Liverpool, quando perde na disputa de pênaltis. A partida fora disputada no Olímpico de Roma em 30 de maio de 1984, e depois do empate por 1 a 1 nos 120 minutos regulamentares, os pênaltis foram batidos no gol sob a Curva Sud, setor da torcida organizada que mais apoia o time romano. Na derrota, Paulo Roberto Falcão, estrela da Roma, se recusou a cobrar uma das cinco penalidades.
- A Roma é a equipe italiana que, nas copas europeias, jogou mais próximo do Pólo Norte. O jogo aconteceu na visita contra os noruegueses do Tromsø, na primeira rodada do segundo turno da Copa da UEFA 2005-06.
- Em 26 de fevereiro de 2006, vencendo a Lazio por 2 a 0 no dérbi, estabeleceu o recorde absoluto de 11 vitórias consecutivas na Série A Italiana, recorde que era de 10 vitórias, de Bologna, Juventus e Milan. A série positiva de vitórias seria interrompida, em 5 de março de 2006, com o empate por 1 a 1 com a Internazionale, em casa, quando a Inter só conseguiu o seu gol no último minuto de jogo. A mesma Inter superaria o recorde na Serie A em 2006-07.
- A Roma é a única equipe de futebol italiana que possui um jornal diário dedicado somente ao clube: o "Il Romanista".
- O único rebaixamento da Roma para a Serie B, confirmado na última rodada do campeonato, fica situado precisamente 50 anos antes da conquista, também na última rodada, de seu terceiro scudetto: o rebaixamento ocorreu em 17 de junho de 1951.
- Em 2006, com a sequência de escândalos de manipulação de resultados, três das equipes que estavam à frente da Roma na Serie A são penalizadas (Juventus, Milan e Fiorentina). Assim, a Roma conquistou matematicamente a segunda colocação da Serie A 2005-06, conquistando assim o acesso direto à Liga dos Campeões da UEFA.

## Torcida

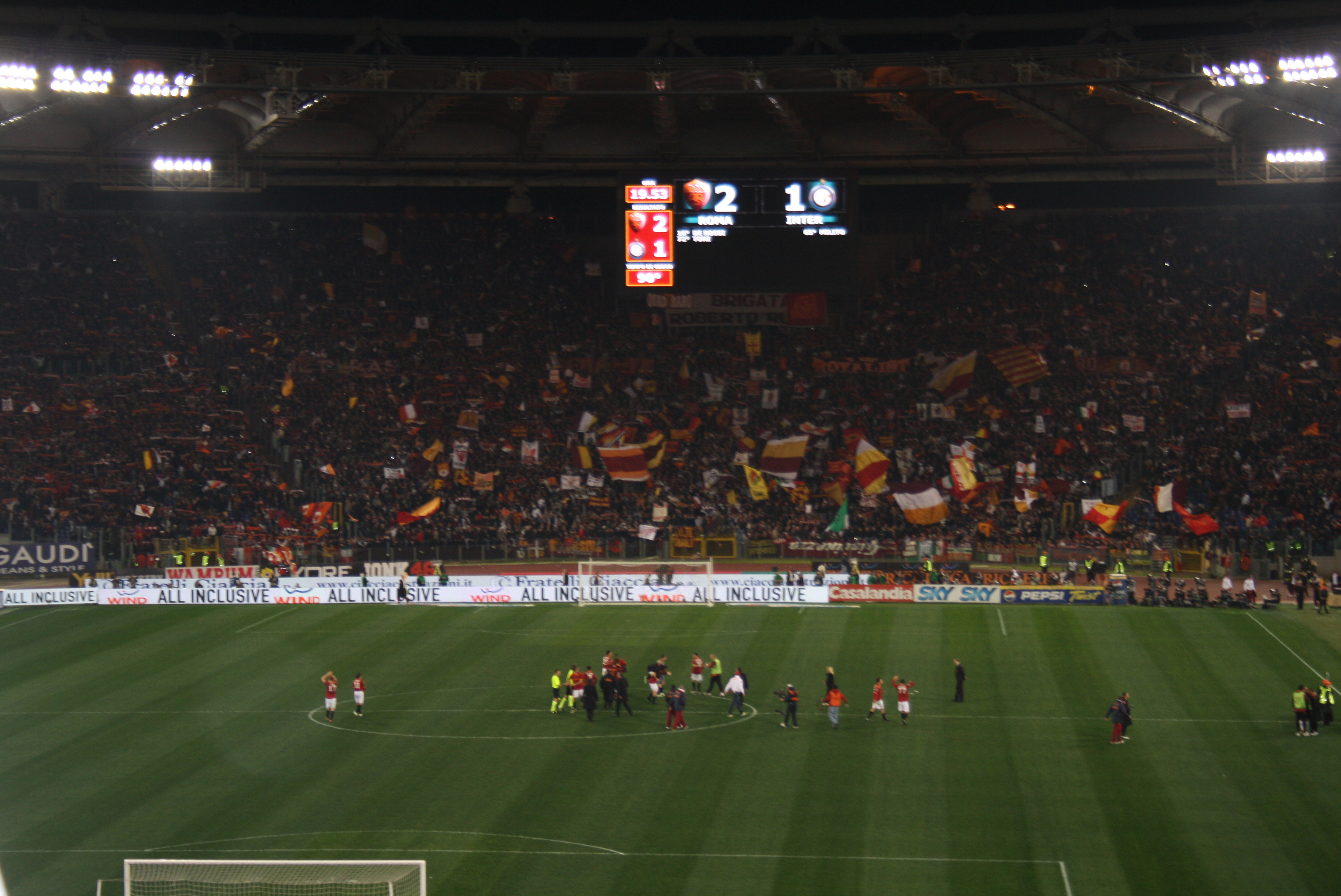
Jogadores comemoram vitória no estádio Olímpico com a Curva Sud ao fundo.

A Roma é - segundo pesquisa conduzida pelo Instituto Demos & Pi, publicada em setembro de 2012 pelo jornal La Repubblica - o quinto time de futebol com mais torcedores na Itália, atrás de Juventus, Milan, Inter e Napoli, com 7.3% da preferência dos italianos. O mesmo estudo comprova que o apoio à equipe giallorossa é maioritariamente presente no centro da Itália.
A Curva Sud é o setor mais quente do estádio Olimpico em dias de jogos do clube. Localizada à direita das transmissões de televisão, o trêmulo das bandeiras e os cânticos dos torcedores não deixam dúvida de que aquele é o antro dos romanistas mais fervorosos.
História
Em 9 de janeiro de 1977, em ocasião do jogo entre Roma e Sampdoria, todos os grupos de torcedores da Curva Sud (Guerriglieri della Curva Sud, Panthers, Boys e Fossa dei Lupi), seguindo o exemplo dos primeiros ultras italianos (como os Granata del Torino), decidiram unir-se para formar o Commando Ultrà Curva Sud (também conhecido como CUCS), um dos mais importantes grupos organizados italianos até 1987, ano no qual houve a dissolução em função de divergências sobre a contratação do então ex-jogador da Lazio Lionello Manfredonia.
O CUCS esfacelou-se definitivamente em 1999, sendo substituído por um novo grupo majoritário: o AS Roma Ultras. Após a também decomposição deste último, a partir da temporada 2003-04 numerosos grupos autônomos frequentaram a Curva Sud, entre eles os Boys e Fedayn, ambos fundados em 1972.

## Símbolos

### Escudo
O atual logotipo é uma versão modernizada do primeiro brasão da Roma, de sua fundação até o fim dos anos 1970.[carece de fontes?]
Durante um amistoso internacional em 1978, o último ano de Gaetano Anzalone na presidência da sociedade, a Roma foi convidada para jogar nos Estados Unidos contra o New York Cosmos.[carece de fontes?]
Os dirigentes da equipe notaram que na América, o esporte avançava em altos níveis, puxado pelo merchandising, a venda dos produtos ligados ao clube.[carece de fontes?]
Antes disso, o brasão não era uma marca registrada, e as camisas não eram postas à venda nas lojas especializadas. Assim se decidiu pela criação de um departamento para a publicidade, dirigido pelo famoso gráfico Piero Gratton (autor naqueles anos de muitos logotipos famosos, sobretudo para a TV italiana), que criou um novo brasão para a sociedade rubro-amarela, da qual se seguiu a criação de uma série de produtos para a comercialização ligados a isso.[carece de fontes?]
A loba capitolina não podia ser registrada como marca, então se criou o célebre lupetto Romolo, apreciado pelo presidente Dino Viola, que acompanhou as camisas da equipe até o fim da temporada 1996-97.[carece de fontes?]
Em 20 de julho de 1997, graças a um acordo com a prefeitura de Roma, foi concedida uma permissão especial para o clube poder utilizar o símbolo da loba, e redesenhar, assim, uma nova versão do brasão, inspirado na versão original. Como símbolo do clube, foi escolhida a loba capitolina, que amamentara Rômulo, fundador de Roma, e seu irmão Remo. O emblema da equipe, um escudo dividido nas duas cores sobrepujado pela loba, compreende todos estes elementos.[carece de fontes?]
A 22 de maio de 2013 vem à luz um novo escudo para a Roma. Este se distingue do anterior em função da troca do escrito "ASR" por "ROMA", além da adição da data de fundação do clube (1927). A loba capitolina e os gêmeos também foram reformulados, passando do preto ao prata.[carece de fontes?]

### Cores

O vermelho-púrpura (à esquerda) e o amarelo-ouro (à direita) são as cores da Roma.

As cores do clube são o vermelho-púrpura e o amarelo-ouro, as mesmas do brasão da cidade, herdadas das antigas bandeiras do Império Romano.[carece de fontes?]
O fato de estarem representadas nas cores e no símbolo a cidade e as tradições de Roma fez que a equipe trouxesse para si imediatamente a simpatia das classes populares dos velhos quarteirões e riones do coração da cidade.[carece de fontes?]
Por outro lado, a Lazio, rival local, manteve-se ligada aos ambientes da burguesia citadina de onde surgiu, e ganhou torcedores sobretudo nas fronteiras da província.[carece de fontes?]

### Hino

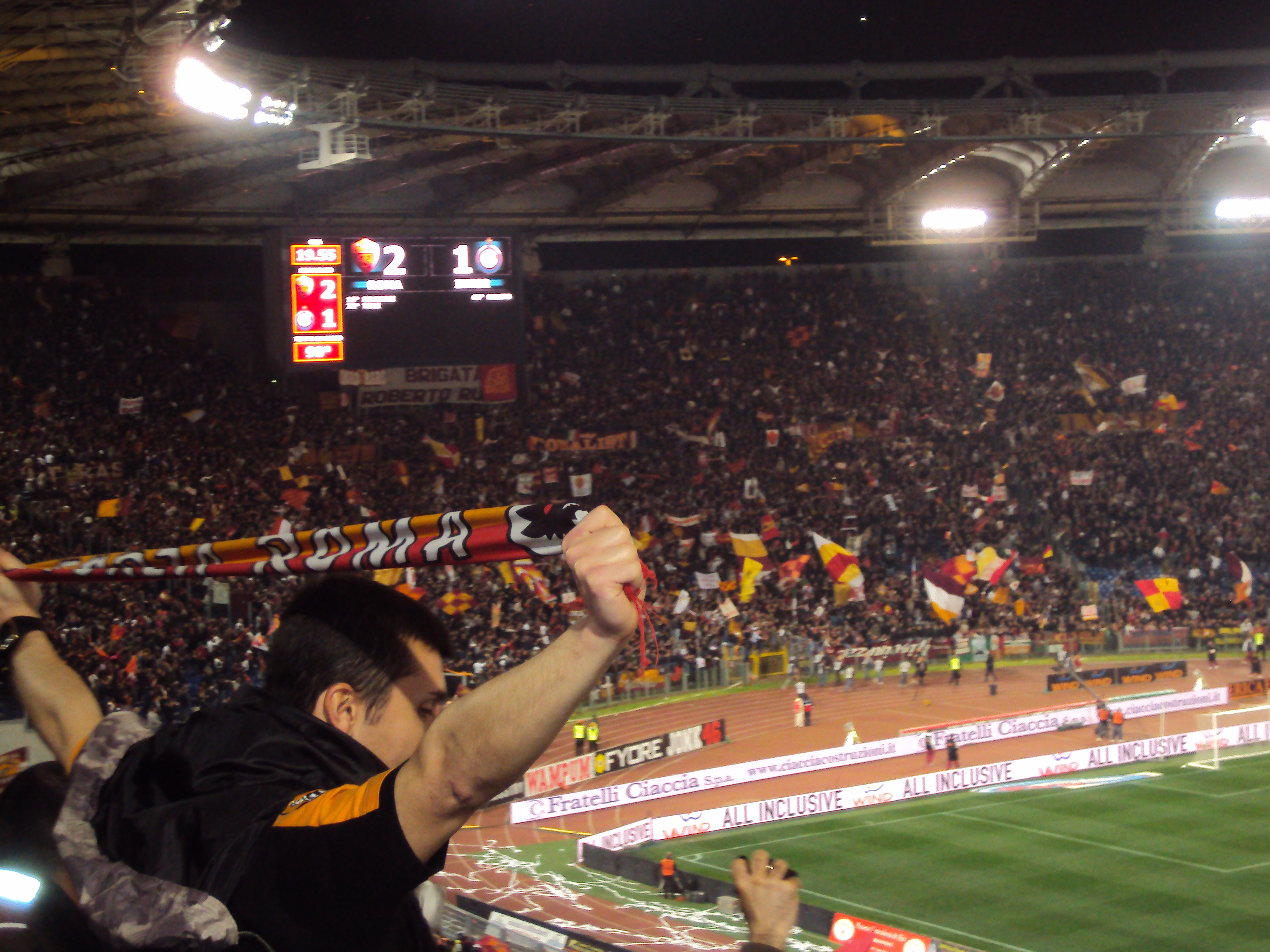
Em casa, antes dos jogos, a torcida canta o Roma, Roma, Roma; após, em caso de vitória, entoa o Grazie Roma.

O hino oficial da Roma é Roma - Non Si Discute, Si Ama (em italiano, Roma - Não Se Discute, Se Ama), mais conhecido com o nome de Roma, Roma, Roma, de Antonello Venditti. É tocado pelos alto-falantes do Estádio Olímpico antes de todas as partidas, enquanto a equipe entra em campo.Foi executado em campo pela primeira vez em 1974, antes de uma partida contra a Fiorentina.[carece de fontes?]
Grazie Roma (em italiano, Obrigado, Roma), é outro hino, composto pelo mesmo cantor em 1983, na ocasião da vitória do segundo scudetto romanista, mas, ao contrário do primeiro, esta canção só é executada depois das partidas jogadas em casa, quando a Roma vence.[carece de fontes?]
O compositor ainda compôs, para a comemoração do 3.º scudetto, a canção Che C'è (em italiano, O Que Há), dedicada a tal evento.[carece de fontes?]

### Mascote
O mascote oficial é o Romolo, um boneco em forma de lobo, que veste a camisa do time e que tem nas costas "753 a.C.", ano de fundação da cidade de Roma. Costuma dar voltas ao redor do campo antes das partidas e tirar fotos com jogadores e torcedores, além de fazer-se presente também em alguns eventos do clube.

## Estrutura

### Estádio

A Roma durante uma partida no Estádio Olímpico de Roma.

Desde a década de 1950, a Roma manda seus jogos no Estádio Olimpico de Roma. No pretérito, os estádios Motovelodromo Ápio, Rondinella, Campo Testácio, Nazionale e Flamínio também serviram de casa romanista.

### Centro de treinamento
O Centro Esportivo Fulvio Bernardini é o centro esportivo e social do clube, localizado no bairro de Trigoria, em Roma.

### Stadio della Roma
Em 2016 o clube apresentou à Prefeitura da cidade de Roma o dossiê final da construção de seu próprio estádio intitulado como "Estádio da Roma" (Stadio della Roma, em italiano).
O projeto, cuja previsão de conclusão é 2018, fica no bairro Tor di Valle, na cidade de Roma e prevê capacidade para 52.500 pessoas.

## Material Esportivo e Patrocinadores
| Período   | Material Esportivo | Patrocinador                     |
| --------- | ------------------ | -------------------------------- |
| 1970–1971 | Lacoste            | Nenhum                           |
| 1972–1976 | Nenhum             | Nenhum                           |
| 1977–1979 | Adidas             | Nenhum                           |
| 1979–1980 | Pouchain           | Nenhum                           |
| 1980-1981 | Playground         | Nenhum                           |
| 1981–1982 | Playground         | Barilla                          |
| 1982–1983 | Patrick            | Barilla                          |
| 1983–1986 | Kappa              | Barilla                          |
| 1986–1991 | NR                 | Barilla                          |
| 1991–1994 | Adidas             | Barilla                          |
| 1994–1995 | Asics              | Nuova Tirrena                    |
| 1995–1997 | Asics              | INA Assitalia                    |
| 1997–2000 | Diadora            | INA Assitalia                    |
| 2000–2002 | Kappa              | INA Assitalia                    |
| 2002–2003 | Kappa              | Mazda                            |
| 2003–2005 | Diadora            | Mazda                            |
| 2005–2006 | Diadora            | Banca Italease                   |
| 2006–2007 | Diadora            | Nenhum                           |
| 2007–2013 | Kappa              | WIND                             |
| 2013–2014 | Marca própria      | Roma Cares                       |
| 2014–2018 | Nike               | Nenhum                           |
| 2018–2021 | Nike               | Qatar Airways                    |
| 2021–2023 | New Balance        | DigitalBits (blockchain network) |
| 2023–     | Adidas             | Riyadh Season                    |

## Elenco atual
Última atualização: 13 de novembro de 2024.

## Presidentes

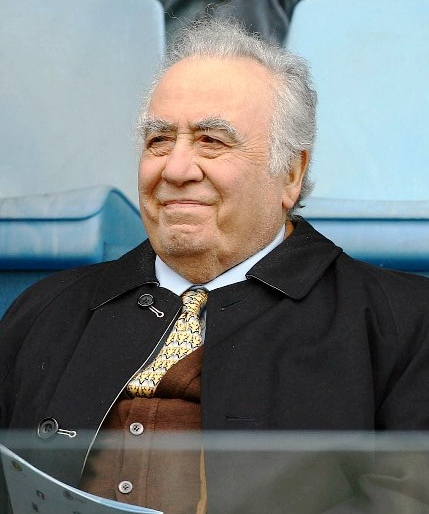
Franco Sensi foi presidente da Roma de 1993 a 2008.

| - 1927 - Italo Foschi - 1928 - Renato Sacerdoti - 1934 - Vittorio Scialoja - 1935 - Igino Betti - 1941 - Edgardo Bazzini - 1943 - Pietro Baldassarre - 1949 - Pier Carlo Restagno - 1950 - Romolo Vaselli - 1951 - Renato Sacerdoti - 1958 - Anacleto Gianni - 1962 - Francesco Marini-Dettina - 1965 - Franco Evangelisti - 1968 - Francesco Ranucci | - 1969 - Alvaro Marchini - 1971 - Gaetano Anzalone - 1979 - Dino Viola - 1991 - Flora Viola - 1991 - Giuseppe Ciarrapico - 1993 - Ciro Di Martino - 1993 - Franco Sensi - 2008 - Rosella Sensi - 2011 - Roberto Cappelli - 2011 - Thomas Richard DiBenedetto - 2012 - James Pallotta - 2020 - Dan Friedkin |

## Recordes
Atualizado até 11 de agosto de 2021.

### Equipe
| Em casa - Maior vitória Roma - Cremonese (13 de outubro de 1929) 9 - 0 - Maior derrota Roma - Torino (28 de abril de 1946) 0 - 7 - Empate com mais gols Roma - Catania (31 de maio de 1964) 4 - 4 Fora de casa - Maior vitória Alessandria - Roma (6 de janeiro de 1935) 1 - 6 - Maior derrota Juventus - Roma (6 de março de 1932) Manchester United - Roma (10 de abril de 2007) 7 - 1 - Empate com mais gols Milan - Roma (27 de janeiro de 1935) 4 - 4 Chievo - Roma (30 de abril de 2006) 4 - 4 |

| Vitórias - Maior número de vitórias no campeonato 24 (2007-2008) - Menor número de vitórias no campeonato 8 (1992-1993) - Maior número de vitórias consecutivas 11 (2005-2006) - Maior número de partidas invictas 24 (2001-2002) Gols - Maior número de gols marcados no campeonato 87 em 34 partidas (1930-1931) - Menor número de gols sofridos no campeonato 15 em 30 partidas (1974-1975) Pontos - Maior número de pontos no campeonato 85 em 38 partidas (2013-2014) - 3 pontos por vitória - Menor número de pontos no campeonato 18 em 20 partidas (1927-1928) - 2 pontos por vitória |

### Mais partidas
|    | País   | Nome              | Período   | Jogos |
| -- | ------ | ----------------- | --------- | ----- |
| 1  | Itália | Francesco Totti   | 1993–2017 | 786   |
| 2  | Itália | Daniele De Rossi  | 2001–2019 | 616   |
| 3  | Itália | Giacomo Losi      | 1955–1969 | 455   |
| 4  | Itália | Giuseppe Giannini | 1981–1996 | 437   |
| 5  | Brasil | Aldair            | 1990–2003 | 436   |
| 6  | Itália | Sebino Nela       | 1981–1992 | 395   |
| 7  | Itália | Franco Tancredi   | 1977–1990 | 382   |
| 8  | Itália | Sergio Santarini  | 1968–1981 | 344   |
| 9  | Itália | Guido Masetti     | 1930–1943 | 339   |
| 10 | Itália | Simone Perrotta   | 2004–2013 | 326   |

### Maiores artilheiros
|    | País                 | Nome              | Período             | Gols |
| -- | -------------------- | ----------------- | ------------------- | ---- |
| 1  | Itália               | Francesco Totti   | 1993–2017           | 307  |
| 2  | Itália               | Roberto Pruzzo    | 1978–1988           | 138  |
| 3  | Bósnia e Herzegovina | Edin Džeko        | 2015–2021           | 119  |
| 4  | Itália               | Amedeo Amadei     | 1936–1938 1939–1948 | 111  |
| 5  | Croácia · Itália     | Rodolfo Volk      | 1928–1933           | 106  |
| 6  | Argentina            | Pedro Manfredini  | 1959–1965           | 104  |
| 7  | Itália               | Vincenzo Montella | 1999–2009           | 102  |
| 8  | Argentina            | Abel Balbo        | 1993–1998 2000–2002 | 87   |
| 9  | Itália               | Marco Delvecchio  | 1995–2005           | 83   |
| 10 | Brasil · Itália      | Dino da Costa     | 1955–1961           | 79   |